# Wełyczkiwka (obwód czernihowski)
Wełyczkiwka (ukr. Величківка) – wieś na Ukrainie, w obwodzie czernihowskim, w rejonie koriukowskim, w hromadzie Mena. W 2001 liczyła 787 mieszkańców.